# Boluspor Kulübü
O Boluspor Kulübü (mais conhecido como Boluspor) é um clube de futebol e basquetebol turco com sede na cidade de Bolu, capital do estado homônimo, fundado em 28 de dezembro de 1965. Atualmente disputa a Segunda Divisão Turca.
Manda seus jogos no Bolu Atatürk Stadyumu, que possui capacidade para 8,456 espectadores.

## Títulos
- Terceira Divisão Turca (1): 2006–07
- Taça do Primeiro–Ministro (2): 1970 e 1981

### Campanhas de Destaque
- 3ª Colocação no Campeonato Turco (1): 1973–74

- Copa da UEFA (1ª Rodada): 1974–75
- Vice–Campeão da Copa da Turquia (1): 1980–81
- Vice–Campeão da Segunda Divisão Turca (2): 1973–74 e 1982–83
- Vencedor dos Playoffs da Quarta Divisão Turca (1): 2004–05